# کلتکس رکوردز
کلتکس رکوردز یک شرکت پخش موسیقی مستقر در لس‌آنجلس آمریکا است. این شرکت بیشتر در زمینهٔ موسیقی ایرانی-آمریکایی فعالیت دارد و یکی از نخستین شرکت‌های پخش موسیقی ایجاد شده در آمریکا پس از انقلاب است.

## هنرمندان
- آرتوش هاریتونیان
- آریان
- آغاسی
- ابی
- الهه
- امید
- اندی
- بتی
- بلک کتس
- بیژن مرتضوی
- پوران
- پیروز
- جلال همتی
- جمشید علیمراد
- حسن شجاعی
- حسن شماعی‌زاده
- حمیرا
- داریوش
- داوود بهبودی
- دلارام
- دلکش
- رامش
- زویا ثابت
- ژاکلین
- ستار
- سعید محمدی
- سندی
- سوسن
- سوزان روشن
- سیاوش شمس
- سیاوش قمیشی
- سیما بینا
- سیمین غانم
- سهراب ام‌جی
- شادمهر عقیلی
- شاهرخ
- شکیلا
- شهبال شب‌پره
- شهرام شب‌پره
- شهرام صولتی
- شهرام کاشانی
- شهرام ناظری
- شیلا
- ضیا آتابای
- شهره
- شهلا سرشار
- عارف
- عباس مهرپویا
- علی هاتف
- عماد رام
- غلامحسین بنان
- فرامرز اصلانی
- فرامرز آصف
- فرخ ترک‌زاده
- فرهاد
- فریدون فرخزاد
- کوروس
- کوروس سرهنگ‌زاده
- کوروش یغمایی
- گلپا
- گوگوش
- گیتی پاشایی
- لیلا فروهر
- مارتیک
- محمدرضا شجریان
- مرتضی
- مرضیه
- معین
- منصور
- مهرداد آسمانی
- مهستی
- ناهید
- نوش‌آفرین
- نیما
- ویگن
- هایده
- هوشمند عقیلی